# Račice (okres Rakovník)
Račice (Duits: Ratschitz) is een Tsjechische gemeente in de regio Midden-Bohemen en maakt deel uit van het district Rakovník. Het dorp ligt op ongeveer 17 km afstand van de stad Rakovník en 13 km ten noordoosten van Beroun.
Račice telt 156 inwoners.

## Geschiedenis
Račice werd in de 14e eeuw gesticht, maar de eerste schriftelijke vermelding van het dorp is pas te vinden in het stadsregister van 1556. Sinds de stichting van het dorp mochten de inwoners brandhout en riet uit de omliggende bossen oogsten. Hiervoor moesten zij elk jaar 90 eieren betalen. De volkstelling van 1556 vermeldt de volgende aantallen: Havel 15, Jan Blín 30, Jan Vožralý 30 en Jaroš 15. Zij hadden volgens archiefstukken ook het recht om in de bossen gras te maaien voor hooi voor het vee en om het vee het bos in te drijven om te grazen. Voor het maaien van het gras betaalde ieder drie kippen per jaar en voor het weiden betaalde ieder twee kippen, twee kazen en vijftien eieren, waarvan de helft van de kippen, kazen en elk derde ei toebehoorde aan jachtopzieners. De rest werd betaald aan Křivoklát.
In 1651 had Račice 28 inwoners, waarvan 19 katholieken en 9 niet-katholieken. De archiefstukken geven ook de namen en bezittingen van sommigen van hen: Jan Rota had 15 hectare akkers en 4 hooiwagens. Barton Blín had 18 hectare velden en 5 hooiwagens. Jan Dvořák had 14 hectare velden en 5 hooiwagens. Alžběta Havlíčková had 40 hectare velden en 6 hooiwagens. Onder hen was ook Blažej z Lesa, een boswachter. Er staat ook dat een deel van het bos tot Račice behoorde waarin de inwoners wel mochten boeren, maar het hout niet mochten gebruiken voor de bouw of voor de verkoop zonder toestemming van de overste.

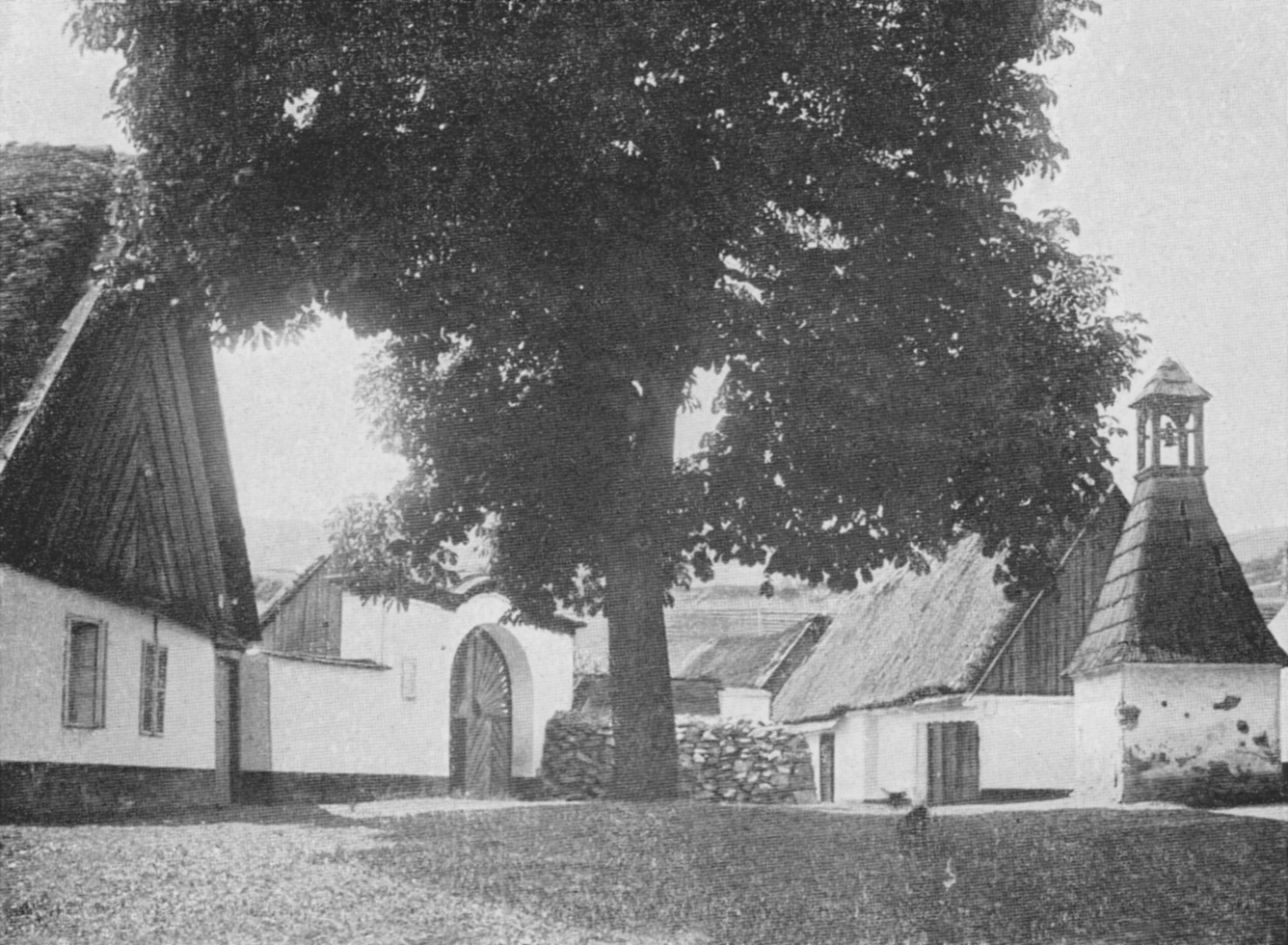
Het marktplein van Račice (1920)

In januari 1686 kocht de gouverneur van het Koninkrijk Bohemen, Arnošt Josef van Valdštejn, het landgoed Křivoklát, waar Račice onder viel. In de loop der jaren legde hij beslag op alle vrije hoven van verschillende lagere edelen en kreeg ook de bossen van alle dorpen in bezit. Hij raakte hierdoor in conflict met de familie Račice, maar de helft van de 100 stroken bos die op naam stonden van de familie Račice stonden, waren al gekapt en voor akkerbouw nog voordat het geschil werd opgelost. Het geschil duurde uiteindelijk tot 1736.
In 1785 woonden er in Račice 1 boer, 2 huiseigenaren en 11 huishoudsters.
Sinds 2003 is Račice een zelfstandige gemeente binnen het Rakovnikdistrict.

## Religie
Račice valt al sinds het begin onder de Rooms-Katholieke parochie van Zbečno.

## Verkeer en vervoer

### Spoorlijnen
Station Račice nad Berounkou ligt aan spoorlijn 174 (Beroun - Rakovník). Doordeweeks stoppen er 12 treinen per dag; in het weekend 10.

### Buslijnen
Er rijden geen bussen door of in de buurt van het dorp.